# Липень 2016
Липень 2016 — сьомий місяць 2016 року, що розпочнеться у п'ятницю 1 липня та закінчиться в неділю 31 липня.

## Події
- 1 липня
  - Словаччина розпочала піврічне головування в ЄС.
  - Внаслідок теракту в Дацці (Бангладеш) загинуло 28 осіб, більш ніж 50 осіб зазнали поранень[1].
- 3 липня
  - У Китаї завершено будівництво П'ятсотметрового апертурного сферичного телескопу, працювати він буде вже в вересні 2016[2]
  - У столиці Іраку Багдаді внаслідок теракту загинуло 82 людини, близько 200 осіб отримали поранення[3]
- 4 липня
  - Автоматична міжпланетна станція «Юнона», запущена 5 серпня 2011 року, вийшла на полярну орбіту Юпітера[4].
- 5 липня
  - У Чернігові протестувальники перекрили проспект Перемоги, у їхньому будинку, який будували 8 років, вже другий рік немає електроенергії[5].
  - Працівники «Київенерго» звернулися до Президента — компанія через арешти рахунків на грані зупинки[6].
  - В Абхазії штурмують будинок МВС і вимагають відставки міністра внутрішніх справ Леоніда Дзапшба[7].
- 6 липня
  - Випущено популярну комп'ютерну гру Pokémon Go.
- 7 липня
  - Космічний корабель Союз МС-01 (модернізована версія Союз ТМА-М) стартував до МКС з трьома космонавтами 48-ї та 49-ї експедицій[8].
- 8 липня
  - У Варшаві відкрився 27-й саміт НАТО.
- 9 липня
  - На Вімблдонському турнірі у фіналі серед жінок перемогла американка Серена Вільямс.
  - Українська легкоатлетка Наталія Прищепа стала чемпіонкою Європи на дистанції 800 м на змаганнях в Амстердамі
- 10 липня
  - У фіналі Чемпіонату Європи з футболу 2016 у Франції збірна Португалії з рахунком 1:0 здолала збірну Франції.
  - На Вімблдонському турнірі у фіналі серед чоловіків переміг британець Енді Маррей.
- 11 липня
  - Україна та Канада підписали угоду про зону вільної торгівлі[9]
  - Відкрився Міжнародний авіакосмічний салон у Фарнборо, що працював до 17 липня.[10]
- 12 липня
  - Залізнична катастрофа між Андрією і Корато в Італії, загинуло щонайменше 27 людей.[11]
  - Американська українка Уляна Супрун стала заступником міністра охорони здоров'я. Вона буде відповідати за розробку та затвердження стратегії реформування галузі охорони здоров'я.
- 14 липня
  - Верховна Рада України перейменувала місто Кіровоград у Кропивницький.[12]
  - Президент України Петро Порошенко розпочав офіційний візит до Азербайджану[13].
- 15 липня
  - У Ніцці (Франція) стався масштабний терористичний акт, загинуло понад 80 людей[14]
  - Окремі підрозділи збройних сил Туреччини влаштували спробу державного перевороту.
  - Розпочав роботу 7-й Одеський міжнародний кінофестиваль.
- 16 липня
  - У Суперкубку України з футболу 2016 київське «Динамо» у серії післяматчевих пенальті здолало донецький «Шахтар».
- 17 липня
  - З Байконура здійснено успішний пуск ракети-носія Союз-У з транспортним вантажним кораблем Прогрес МС-03, що доставив 19 липня на МКС більше 2,4 тон вантажів[15].
  - У столиці Вірменії Єревані група озброєних людей, взяли штурмом поліцейську дільницю і захопили дев'ять заручників, що призвело надалі до серії протестів із вимогами відставки президента країни.
- 18 липня
  - У рамках місії SpaceX CRS-9 відбувся запуск космічного корабля Dragon та вдруге здійснено експериментальну посадку першого ступеня ракети-носія Falcon 9 на сушу.
- 20 липня
  - Відомий український та білоруський журналіст Павло Шеремет загинув у центрі Києва внаслідок вибуху саморобного вибухового пристрою в машині.[16]
  - Ердоган оголосив на три місяці надзвичайний стан у Туреччині[17].
- 22 липня
  - Сейм прийняв резолюцію згідно котрої визнано Волинську трагедію геноцидом польського населення Волині та Східної Малопольщі[18][19].
- 23 липня
  - Федір Конюхов облетів Землю на повітряній кулі «Мортон» за 11 днів [20] [21].
- 24 липня
  - Британець Кріс Фрум (Team Sky) виграв велоперегони Тур де Франс[22].
  - Міжнародний олімпійський комітет допустив Росію до Літніх Олімпійських ігор 2016 попри допінговий скандал[23].
  - Помер україно-канадський історик Орест Субтельний, автор «Україна: Історія»[24].
- 25 липня
  - У геномах андаманців знайдено алелі невідомого виду вимерлих людей, відмінного від денисівців і неандертальців [25][26].
- 26 липня
  - Літак на сонячній енергії Solar Impulse 2 завершив першу в світі навколосвітню подорож[27].
  - Помер український архівіст, педагог, краєзнавець, громадсько-культурний діяч, літератор Богдан-Роман Хаварівський (нар. 1948).
  - У Сагаміхарі (Японія) в пансіоні для інвалідів відбулося масове вбивство, загинуло 19 осіб, понад 40 отримало поранення[28].
  - Терористична атака на Церкву в Сент-Етьєнн-дю-Рувре, в ході якої вбито священика і поранено трьох парафіян.
- 27 липня
  - У Києві завершилася хресна хода УПЦ МП.
  - Початок перебування Папи Франциска у Польщі з пастирським візитом (27–31 липня)[29].
  - Колумбійський футбольний клуб «Атлетіко Насьйональ» виграв Кубок Лібертадорес [30].
- 28 липня
  - В рамках місія «Екзомарс-2016», з метою виведення на високоеліптичну орбіту Марса, був проведений маневр для корекції параметрів польоту космічного апарата ExoMars Trace Gas Orbiter. Двигун апарата був увімкнений впродовж 52 хвилин[31]
  - З нагоди річниці Хрещення Русі в Києві пройшла хресна хода УПЦ КП і відбулися урочистості за участі патріарха УПЦ КП Філарета та Президента України Петра Порошенка[32] [33] [34].
  - Надзвичайний та Повноважний Посол Росії в Україні Михайло Зурабов звільнений зі своєї посади[35].
- 29 липня
  - На півночі Тихого океану знайдено новий вид плавунів — китів, яких японські рибаки називали карасу (крук) [36] [37] [38] [39]
- 30 липня
  - Американський парашутист Люк Айкінс успішно здійснив перший в історії стрибок з висоти 7600 м без парашута.
  - ГПУ за підозрою у посяганні на територіальну цілісність і недоторканість України затримала екс-керівника фракції Партії Регіонів Олександра Єфремова[40].
  - 16 людей загинуло унаслідок загоряння та падіння повітряної кулі у штаті Техас (США).
- 31 липня
  - Юріко Коїке перемогла на виборах губернатора Токіо, та стала першою жінкою на цій посаді [41].
  - Гілларі Клінтон звинуватила спецслужби Росії в кібератаці на штаб Демократичної партії США. У відповідь АНБ, можливо, зламує російських хакерів [42] [43] [44].